# 鹿児島都市圏
鹿児島都市圏（かごしまとしけん）とは、鹿児島県鹿児島市を中心に、日常的な依存性が強い周辺の隣接市町を包括する都市圏である。
鹿児島都市圏は、地勢や交通の関係上、福岡都市圏や熊本都市圏の影響は薄く、相互間の交流も極めて少なかった為、現在に至るまで独自性の強い一極集中型の「鹿児島経済圏」を構成している。

## 総務省の定義
- 「鹿児島都市圏」に含まれる自治体（2008年[3]）
  - 中心市
    - 鹿児島市

  - 周辺市町村
    - 枕崎市
    - 指宿市
    - 垂水市
    - 薩摩川内市
    - 日置市
    - 霧島市
    - いちき串木野市
    - 南さつま市
    - 南九州市
    - 姶良市（2008年当時は加治木町、姶良町、蒲生町）

総務省の定義による。
| 年     | 人口 （人） | 面積 (km2) | 人口密度 (人/km2) |
| ------ | ----------- | ---------- | ----------------- |
| 1980年 | 899,196     | 2,243      | 401               |
| 1985年 | 942,406     | 2,123      | 444               |
| 1990年 | 973,133     | 2,193      | 444               |
| 1995年 | 1,015,481   | 2,405      | 422               |
| 2000年 | 1,087,447   | 2,569      | 423               |
| 2005年 | 1,132,106   | 2,990      | 379               |
| 2010年 | 1,152,748   | 3,458      | 333               |
| 2015年 | 1,126,639   | 3,457      | 326               |
| 2020年 | 1,098,487   | 3,457      | 317               |

## 鹿児島経済圏
鹿児島都市圏は、同地域の政治・経済・文化の中心地というだけではなく、交通の要衝であるため、鹿児島市および鹿児島都市圏の買回品・専門品の商圏やビジネスエリア、すなわち「鹿児島経済圏」は、都市圏規模に比べて広域となっている。
最近では、九州新幹線の開業により日常的な通勤・通学・買物や経済交流も増加している薩摩川内市、出水市や熊本県水俣市、フェリーによる日常の往来が頻繁な大隅半島の垂水市も経済圏に含まれている。また、県外では前述の水俣市のほかに宮崎県西南部のえびの市や都城市などへの影響が認められている。

## 民間の定義

### 都市雇用圏
2010年国勢調査の基準では鹿児島市を中心都市とする3市で構成される。2015年の人口は724,236人、2010年の域内総生産は約2兆3192億円である。
都市雇用圏（10% 通勤圏）の変遷
- 都市雇用圏を構成しない自治体は、各統計年の欄で灰色かつ「-」で示す。

| 自治体 ('80) | 1980年                   | 1990年                   | 1995年                   | 2000年                   | 2005年                   | 2010年                   | 2015年                   | 自治体 （現在） |
| ------------ | ------------------------ | ------------------------ | ------------------------ | ------------------------ | ------------------------ | ------------------------ | ------------------------ | --------------- |
| 蒲生町       | 鹿児島 都市圏 66万2737人 | -                        | -                        | 鹿児島 都市圏 72万8658人 | 鹿児島 都市圏 73万9491人 | 鹿児島 都市圏 73万1477人 | 鹿児島 都市圏 72万4236人 | 姶良市          |
| 姶良町       | 鹿児島 都市圏 66万2737人 | 鹿児島 都市圏 69万4784人 | 鹿児島 都市圏 71万1433人 | 鹿児島 都市圏 72万8658人 | 鹿児島 都市圏 73万9491人 | 鹿児島 都市圏 73万1477人 | 鹿児島 都市圏 72万4236人 | 姶良市          |
| 加治木町     | 鹿児島 都市圏 66万2737人 | 鹿児島 都市圏 69万4784人 | 鹿児島 都市圏 71万1433人 | 鹿児島 都市圏 72万8658人 | 鹿児島 都市圏 73万9491人 | 鹿児島 都市圏 73万1477人 | 鹿児島 都市圏 72万4236人 | 姶良市          |
| 吉田町       | 鹿児島 都市圏 66万2737人 | 鹿児島 都市圏 69万4784人 | 鹿児島 都市圏 71万1433人 | 鹿児島 都市圏 72万8658人 | 鹿児島 都市圏 73万9491人 | 鹿児島 都市圏 73万1477人 | 鹿児島 都市圏 72万4236人 | 鹿児島市        |
| 郡山町       | 鹿児島 都市圏 66万2737人 | 鹿児島 都市圏 69万4784人 | 鹿児島 都市圏 71万1433人 | 鹿児島 都市圏 72万8658人 | 鹿児島 都市圏 73万9491人 | 鹿児島 都市圏 73万1477人 | 鹿児島 都市圏 72万4236人 | 鹿児島市        |
| 鹿児島市     | 鹿児島 都市圏 66万2737人 | 鹿児島 都市圏 69万4784人 | 鹿児島 都市圏 71万1433人 | 鹿児島 都市圏 72万8658人 | 鹿児島 都市圏 73万9491人 | 鹿児島 都市圏 73万1477人 | 鹿児島 都市圏 72万4236人 | 鹿児島市        |
| 桜島町       | 鹿児島 都市圏 66万2737人 | 鹿児島 都市圏 69万4784人 | 鹿児島 都市圏 71万1433人 | 鹿児島 都市圏 72万8658人 | 鹿児島 都市圏 73万9491人 | 鹿児島 都市圏 73万1477人 | 鹿児島 都市圏 72万4236人 | 鹿児島市        |
| 松元町       | 鹿児島 都市圏 66万2737人 | 鹿児島 都市圏 69万4784人 | 鹿児島 都市圏 71万1433人 | 鹿児島 都市圏 72万8658人 | 鹿児島 都市圏 73万9491人 | 鹿児島 都市圏 73万1477人 | 鹿児島 都市圏 72万4236人 | 鹿児島市        |
| 喜入町       | 鹿児島 都市圏 66万2737人 | 鹿児島 都市圏 69万4784人 | 鹿児島 都市圏 71万1433人 | 鹿児島 都市圏 72万8658人 | 鹿児島 都市圏 73万9491人 | 鹿児島 都市圏 73万1477人 | 鹿児島 都市圏 72万4236人 | 鹿児島市        |
| 東市来町     | 鹿児島 都市圏 66万2737人 | 鹿児島 都市圏 69万4784人 | 鹿児島 都市圏 71万1433人 | 鹿児島 都市圏 72万8658人 | 鹿児島 都市圏 73万9491人 | 鹿児島 都市圏 73万1477人 | 鹿児島 都市圏 72万4236人 | 日置市          |
| 伊集院町     | 鹿児島 都市圏 66万2737人 | 鹿児島 都市圏 69万4784人 | 鹿児島 都市圏 71万1433人 | 鹿児島 都市圏 72万8658人 | 鹿児島 都市圏 73万9491人 | 鹿児島 都市圏 73万1477人 | 鹿児島 都市圏 72万4236人 | 日置市          |
| 日吉町       | 鹿児島 都市圏 66万2737人 | 鹿児島 都市圏 69万4784人 | 鹿児島 都市圏 71万1433人 | 鹿児島 都市圏 72万8658人 | 鹿児島 都市圏 73万9491人 | 鹿児島 都市圏 73万1477人 | 鹿児島 都市圏 72万4236人 | 日置市          |
| 吹上町       | 鹿児島 都市圏 66万2737人 | 鹿児島 都市圏 69万4784人 | 鹿児島 都市圏 71万1433人 | 鹿児島 都市圏 72万8658人 | 鹿児島 都市圏 73万9491人 | 鹿児島 都市圏 73万1477人 | 鹿児島 都市圏 72万4236人 | 日置市          |
| 金峰町       | -                        | -                        | -                        | -                        | 鹿児島 都市圏 73万9491人 | -                        | -                        | 南さつま市      |
| 加世田市     | -                        | -                        | -                        | -                        | -                        | -                        | -                        | 南さつま市      |
| 笠沙町       | -                        | -                        | -                        | -                        | -                        | -                        | -                        | 南さつま市      |
| 大浦町       | -                        | -                        | -                        | -                        | -                        | -                        | -                        | 南さつま市      |
| 坊津町       | 枕崎 都市圏 3万7266人    | 枕崎 都市圏 3万4633人    | 枕崎 都市圏 3万2935人    | 枕崎 都市圏 3万1043人    | 枕崎 都市圏 2万9323人    | -                        | -                        | 南さつま市      |
| 枕崎市       | 枕崎 都市圏 3万7266人    | 枕崎 都市圏 3万4633人    | 枕崎 都市圏 3万2935人    | 枕崎 都市圏 3万1043人    | 枕崎 都市圏 2万9323人    | 枕崎 都市圏 2万3638人    | -                        | 枕崎市          |

- 2004年11月1日：鹿児島市が鹿児島郡吉田町、桜島町、日置郡松元町、郡山町、揖宿郡喜入町を編入合併した。
- 2005年5月1日：日置郡伊集院町、東市来町、日吉町、吹上町の4町が新設合併して日置市となった。
- 2005年11月7日：加世田市、日置郡金峰町、川辺郡笠沙町、大浦町、坊津町の1市4町が新設合併して南さつま市となった。
- 2010年3月23日：姶良郡姶良町、蒲生町、加治木町の3町が新設合併して姶良市となった。

## 総務省の制度
鹿児島市は日置市、いちき串木野市、姶良市と連携協定を結び、かごしま連携中枢都市圏を形成している。